# Sinokoreanisch
Sinokoreanisch ist ein Begriff aus der Sprachwissenschaft und setzt sich zusammen aus den Wörtern „Sino-“ (lateinisch für China) sowie dem Ländernamen Korea.
Der Hintergrund ist, dass die Koreaner durch die Übernahme der chinesischen Schrift auch die chinesische Originalaussprache der Schriftzeichen übernahmen und zum großen Teil beibehielten.
Viele Wörter sind deshalb zweimal in der koreanischen Sprache vorhanden, einmal rein koreanischen Ursprungs, ein zweites Mal sinokoreanisch, also chinesischen Ursprungs.
Zum Beispiel bedeutet das Schriftzeichen 木 Baum und wird mok (목) ausgesprochen. Das rein koreanische namu (나무) hat zwar die gleiche Bedeutung, kann aber im Gegensatz zu den meisten sinokoreanischen Sememen wie mok auch allein stehen.
Teilweise existieren beide Formen gleichberechtigt nebeneinander, teils ist aber auch eine ungebräuchlicher geworden. Im Gegensatz zu japanischen Kanji werden koreanische Hanja im heutigen Koreanisch beim Lesen immer sinokoreanisch ausgesprochen, das Hanja 木 also immer mok und niemals namu.
Das Zeichen 一 „eins“ wird auf Koreanisch han il (한 일) genannt. Han il heißt so viel wie „Eins-/il/“ – han ist das rein koreanische Wort für „eins“, il ist die koreanische Aussprache des Zeichens 一, die mit der chinesischen Aussprache yī verwandt ist.
| Deutsch      | Koreanisch (in Hanja) | Chinesisch (in Hanzi) | Koreanisch (in Hangeul) |
| ------------ | --------------------- | --------------------- | ----------------------- |
| Scheck       | 手票 (supyo)          | 支票 (zhīpiào)        | 수표 (supyo)            |
| Visitenkarte | 名啣 (myeongham)      | 名片 (míngpiàn)       | 명함 (myeongham)        |
| Lernen       | 工夫 (gongbu)         | 學習 / 学习 (xuéxí)   | 공부 (gongbu)           |
| Flughafen    | 空港 (gonghang)       | 空港 a) (kōnggǎng)    | 공항 (gonghang)         |
| Gefangener   | 囚人 b) (suin)        | 囚徒 (qiúitú)         | 수인 (suin)             |